# Dario Dukah
Dario Dukáh – argentyński aktor filmowy i teatralny.

## Kariera
Występował na scenie w sztukach: Que siga la milonga (1999), Abran cancha que aquí llega Don Quijote de la Mancha (1999), Un viaje a Chejov (2000), Tiempo Canal (2000), Raíces de tiempo (2000), Chachina la bastarda (2001), Bendito pájaros (2001), Mi última carta (2003), El hormiguero (2003) i Hotel Berlín 1933 (2004).
W komediodramacie Testosteron (2003) z Antonio Sabato Jr. i Davidem Sutcliffe'm wystąpił jako goniec hotelowy. Gościł w licznych produkcjach telewizyjnych.

## Filmografia

### filmy kinowe
- 2003: 10 pesos jako taksówkarz
- 2003: Testosteron (Testosterone) jako Guillermo

### produkcje telewizyjne
- 2006: El Tiempo no Para
- 2005: Un Cortado
- 2005: Hombres de honor
- 2004: FM 2004 (Frecuencia .04) jako Guido
- 2003: Costumbres argentinas
- 2002: Franco Buenaventura, El profe
- 2000: Verano del 98